# Rotzpipn
Rotzpipn ist eine Band aus dem Wiener Gemeindebezirk Simmering. Der Name der Band ist österreichisch, bedeutet etwa „Rotznase“ und ist ein in erster Linie in Bezug auf Kinder verwendetes Schimpfwort.
Die Band schreibt sich auch „Rotźpıpn“ – mit Diakritikon auf dem z und dem aus den Turksprachen entnommenem Hinterzungenvokal /ɯ/ - ein Tribut an Bands wie Motörhead und Spın̈al Tap, die ebenfalls Heavy-Metal-Umlaute verwenden.
Die Gruppe definiert sich laut eigenen Angaben als „Simmeringer Milieuvarieté“ und behandelt in ihren Liedern, Videos und Liveshows das Leben der Wiener Arbeiterschicht humorvoll und meist mit kritischem Unterton. Rotzpipn werden mitunter der Neuen Volksmusik zugeordnet.

## Geschichte
Ende 2008 wurde die bis dahin nur als zwei Personen Projekt existierende Gruppe von der Band Alkbottle eingeladen, beim alljährlichen „Fett Wia A Christkindl“ Konzert im Vorprogramm aufzutreten.
Obwohl Rotzpipn damals nur zwei Lieder spielten, brachten die positiven Reaktionen der Zuschauer die Musiker Fetz N. Schädl und Zacharias Umpferl dazu, das Projekt auszubauen und nach weiteren Musikern zu suchen, um künftig als vollwertige Rockband zu spielen.
2011 erschien das erste Album ...is a wos wert! (Deutsch: „...ist auch etwas wert!“), welches in Eigenregie in der „Fleischerei Mitschke“ in Simmering aufgenommen und unter dem Label „Harlots Music“ veröffentlicht wurde. Das Album enthält zum größten Teil Songs die dem klassischen Wienerlied zugeordnet werden können aber auch Lieder mit Anleihen aus dem Punk oder Metalgenre.
2012 erschien das zweite Album Im Pfusch bei Pate Records im Vertrieb von Rough Trade. Produzent war Didi Baumgartner (Alkbottle). Im Pfusch ist im Vergleich zum ersten Album rauer und härter ausgefallen.
2015 veröffentlichte die Band ihr drittes Album Das dümmste Gericht. Die Lieder wurden wieder etwas härter und Metal-lastiger. Dennoch lag auch hier das Hauptaugenmerk auf den Texten.

## Konzept
Die Gruppe verfolgt bei all ihren Tätigkeiten ein künstlerisches Konzept. So verwenden zum Beispiel alle Darsteller von Rotzpipn einen Künstlernamen und Pseudoidentitäten. Sie sprechen sich höflich mit „Herr“ an, während sie sich sonst nur duzen. Häufig kommt es auch zu Beschimpfungen zwischen Musikern, Publikum und Fans wie auch zu körperlichen Übergriffen innerhalb der Band.
Immer wieder wird der Bezirk Simmering übertrieben positiv dargestellt, um satirisch auf die Relativität von Patriotismus hinzuweisen. Die Statements der Darsteller wechseln immer wieder zwischen Understatement und Megalomanie.
Viele Klischees der Rockmusik werden immer wieder in satirisch überspitzter Form dargestellt, der Rider der Band beschreibt weniger die technischen Anforderungen der Band; er ist vielmehr ein weiterer satirischer Seitenhieb auf die Wünsche mancher Rockstars.

## Stil

### Texte
Die Texte sind häufig in vulgärem Wienerisch und behandeln neben sozialen Tabuthemen auch die österreichische Politik und Prominenz. Sie bedienen sich verschiedener rhetorischer Stilmittel wie Ironie, Sarkasmus, Zynismus, Archaismen und Vulgarismen.
Mit ihren Liedern Würschtlpolka (einer kritischen Auseinandersetzung mit der Politik diverser österreichischer Rechtsparteien) und Die Moritat von der Schwarzen Maria (einer musikalischen Reaktion auf die Abschiebung von Kindern) nahmen Rotzpipn 2010 und 2011 beim Protestsongcontest teil und erreichte jeweils den dritten Platz.
2012 bewarb sich die Band zum dritten Mal in Folge und konnte mit der Hymne 2.0 (ein bissiges Lied darüber, wie die Welt Österreich wahrnimmt) schließlich den neunten Protestsongcontest für sich entscheiden.

### Musik
Die Gruppe bedient sich unterschiedlicher musikalischer Stile und Stilmittel. Meist dominieren klassische Rockriffs oder aus der Volksmusik abgeleitete Wechselbasslinien. Innerhalb eines Liedes kommt es oft zu Takt- oder Tonartwechseln. Viele Gesangslinien werden mehrstimmig gesungen, bei Studioaufnahmen experimentiert die Gruppe mit ausgefallenen Instrumenten oder Gebrauchsgegenständen wie Bierflaschen, Boomwhackers, Glockenspiel oder kaputten Akkordeons. Die Musiker bezeichnen sich selbst als Dilettanten und legen bei Livedarbietungen nur geringen Wert auf die korrekte Wiedergabe ihrer Musikstücke. Die Band verwendet fast ausschließlich billige Musikinstrumente und unterdimensionierte Verstärker. Häufig gibt es in Text und/oder Musik Anspielungen auf andere Bands oder Musiker. So spielt zum Beispiel auf dem ersten Album der Band der Gitarrist bei einem Großteil der Songs eine nur leicht abgewandelte Variation desselben Solos, das stark an das Gitarrensolo des Guns'n'Roses-Gitarristen Slash aus Knockin’ on Heaven’s Door erinnert. Die Besetzung der Musiker ist variabel, neben der „Kernband“ (Gitarren, Bass, Schlagzeug, Gesang) werden oft Gastmusiker zur Teilnahme an den Konzerten eingeladen.

## Diskografie
- 2011:  …is a wos wert (CD, Harlots Music)
- 2012: Im Pfusch (CD, Harlots Music / Pate Records)
- 2015: Das dümmste Gericht (CD, Harlots Music)
- 2018: Pudl di ned auf (CD, Harlots Music)